# Árabe yemení
El árabe yemeni es un conjunto de variedades de árabe habladas en Yemen, suroeste de , Somalia, y Yibuti. Está considerado generalmente un dialecto muy conservador, teniendo muchas características clásicas no encontradas a través de la mayor parte del mundo árabe.
El árabe yemení se puede dividir en varios grupos dialectales principales, cada uno con su propio vocabulario distintivo y fonología. Los más importantes de estos grupos son árabe san'ani, el árabe ta'izzi-adeni (también llamado árabe yemení sur o árabe Yibuti), el árabe tihamiyya y el árabe hadhrami.El árabe yemení se utiliza para las comunicaciones diarias y no tiene un estatus oficial; el árabe estándar moderno se utiliza con propósitos oficiales, en la educación, el comercio y los medios de comunicación.
Las lenguas semíticas del sur no árabes son idiomas indígenas a la región, que incluyen varias lenguas sudarábigas modernas, tales como el idioma mehri y el idioma socotrí que no son lenguas árabes, sino miembros de una rama independiente de la familia semítica. Otra familia semítica separada una vez que se habla en la región es el antiguo árabe del Sur; éstos se extinguieron en el período preislámico con la posible excepción del idioma razihi. Algunos de estos comparten rasgos con el árabe yemení debido a la influencia sobre él y viceversa.
El árabe yemení en sí mismo está influenciado también por el idioma himyarita, y posee un substrato significativo de esta lengua.

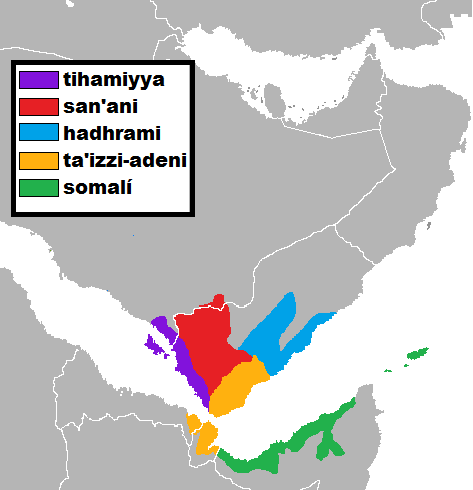
Dialectos del árabe yemení.